# Torre Angela

Torre Angela is een metrostation in de Italiaanse hoofdstad Rome. Torre Angela is gebouwd tijdens de ombouw van de smalspoorlijn Rome-Fiuggi-Frosinone ter vervanging van de 600 meter oostelijker gelegen halte Torraccio di Torrenova. Het metrotraject volgt dat van de smalspoorlijn die hier sinds 1916 lag. De smalspoorlijn werd op 26 augustus 1999 gesloten toen de ombouw tot premetro begon. Op 2 oktober 2005 ging de premetrodienst van start maar op 7 juli 2008 werd deze alweer gestaakt in verband met de ombouw tot metro. Het bovengrondse traject ten oosten van de ringweg van Rome, waaronder Torre Angela, werd op 9 november 2014 heropend als onderdeel van lijn C van de metro van Rome. De ingang van het station ligt aan de zuidkant van het spoor waar ook een groot parkeerterrein is voor Parkeer en Reis doeleinden. Aan de zuidkant van de Via Casilina ligt de universiteit van Tor Vergata die via het station een aansluiting heeft op de metro. Het is de bedoeling om via het universiteitsterrein een lightrail verbinding met tien haltes naar Anagnina te bouwen.  